# Herning
Herning est une commune du Danemark, située dans la région du Jutland central ; c’est également le nom de son chef-lieu. Elle comptait 88 917 habitants en 2019, pour une superficie de 1 323,5 km2.

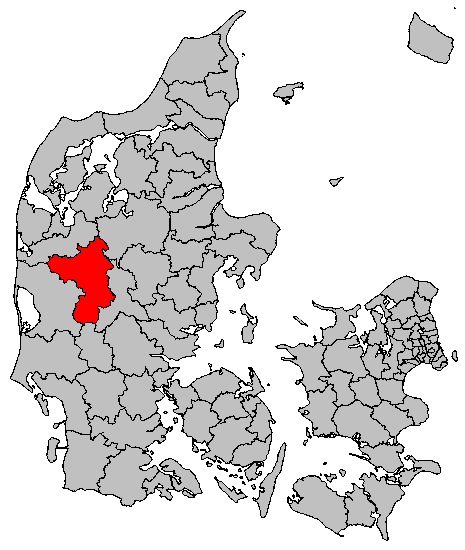
La commune d’Herning.

Lors de la réforme des municipalités en vigueur au 1er janvier 2007, l’ancienne commune — homonyme — a été fusionnée avec celles de Aulum-Haderup, Trehøje et Aaskov.
En 1961, Piero Manzoni construit au Herning Kunstmuseum le Socle du monde, hommage à Galilée: (Base del mondo), un cube d'acier corten retourné à l'envers sur le sol.
En 1994, Herning a accueilli le douzième festival Europa Cantat.

## Politique
| Période | Période | Identité           | Étiquette        | Qualité |
| ------- | ------- | ------------------ | ---------------- | ------- |
| 1970    | 1975    | Jens Mathiasen     | Venstre          |         |
| 1975    | 1989    | N.O. Hansen        | Venstre          |         |
| 1990    | 1997    | Hilmar Sølund (da) | Social-démocrate |         |
| 1998    | 2001    | Helge Sander       | Venstre          |         |
| 2002    | 2021    | Lars Krarup (da)   | Venstre          |         |
| 2021    |         | Dorte West (da)    | Venstre          |         |

## Évènements sportifs
- En 2012, la cité est ville-départ du 95e Tour d'Italie. Le prologue contre-la-montre de 8,7 km s'y déroule le 5 mai 2012 alors que le lendemain, la 1re étape (de 206 km) fait une boucle autour de la ville.

- Le 26 janvier 2014, Herning accueille la finale du championnat d'Europe de handball au cours de laquelle la France s'impose largement face à l'équipe locale, le Danemark, sur le score de 41 à 32.

- Du 4 au 20 mai 2018, la ville accueille le championnat du monde de hockey sur glace où se déroulent les rencontres du Groupe B et deux matchs de quarts de finale.

- Du 3 au 20 décembre 2020, la ville accueille le championnat d'Europe féminin de handball où se déroulent les rencontres du Groupe A et B puis du Groupe I du Tour principal ainsi que la phase finale.

- Du 29 au 17 décembre 2023, elle accueille le championnat du monde féminin de handball où se déroulent les rencontres du Groupe E et F puis du Groupe III du Tour principal ainsi que 2 matchs de quarts de finale, les demis finales, le match pour la troisième place et la finale.

## Personnalités
- Jens Risager (1971-), footballeur ;
- Frans Nielsen (1984-), hockeyeur.